# Porto (Napoli)
Porto è un quartiere di Napoli, che assieme ad altri quartieri del centro storico forma la II municipalità del comune.
È l'ultimo dei quartieri di Napoli in ordine di popolazione. Confina a sud col quartiere San Ferdinando (piazza Municipio), a ovest e nord-ovest col quartiere San Giuseppe, a est col quartiere Pendino, nei pressi di piazzetta Nilo confina anche, in un punto, con il quartiere San Lorenzo. A sud-est è bagnato dalle acque del golfo di Napoli.

## Monumenti e luoghi d'interesse

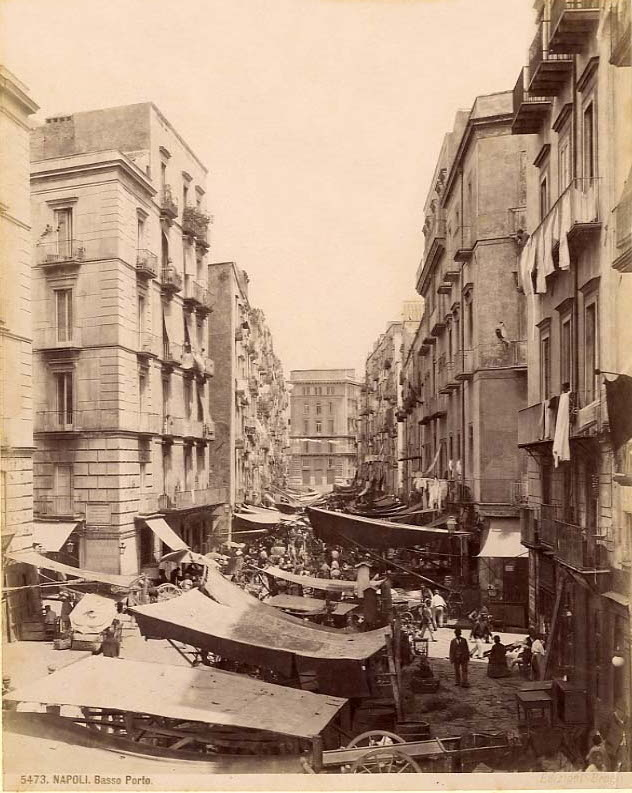
La scomparsa strada di Porto, oggi sostituita da via Depretis

Per via Guglielmo Sanfelice si raggiunge piazza Bovio, segnata dall'edificio della Borsa. Il Risanamento separò le fasce del tessuto urbano più vicine al porto, marginalizzandole.
Nell'area portuale, riorganizzata nel cinquecento da Domenico Fontana, vi è la chiesa di Santa Maria di Portosalvo e sullo sfondo, l'edificio barocco dell'Immacolatella ora capitaneria di porto, sormontato dalla statua della Madonna di Domenico Antonio Vaccaro. Si torna al corso Umberto I passando per il convento (oggi Facoltà di Lettere) e la chiesa di San Pietro Martire. Di fronte, il prospetto di accademico neoclassicismo dell'Università Centrale.